# Višja kakovost
Višja kakovost je shema kakovosti, opredeljena z nacionalno zakonodajo, ki omogoča zaščito kmetijskih pridelkov ali živil samo na območju Slovenije. Je ena izmed treh nacionalnih shem kakovosti, predpisanih v Zakonu o kmetijstvu.
Ta shema kakovosti zajema kmetijske pridelke in živila, ki so po svojih lastnostih boljši od istovrstnih kmetijskih pridelkov oziroma živil ter odstopajo od njihove minimalne kakovosti, če je ta predpisana (vsebujejo npr. več sadnega deleža kot je minimalno predpisano, so proizvedeni brez dovoljenih konzervansov, so proizvedeni na okolju in živalim prijazen način, itd.). 
Za uporabo znaka »Višja kakovost« je potrebno pridobiti odločbo Ministrstva za kmetijstvo in okolje ter certifikat neodvisne organizacije za kontrolo in certificiranje. 

## V Sloveniji zaščiteni kmetijski pridelki ali živila
- Med z vsebnostjo vlage največ 18 % in HMF največ 15 mg/kg medu–Zlati panj,
- Reja prašičev za meso blagovne znamke PIGI,
- Reja piščancev za meso blagovne znamke Domači Gorički piščanec,
- Kokošja jajca Omega plus,
- Pivški piščanec in izdelki z Omega-3,
- Edamec blagovne znamke Zelene Doline,
- Trapist blagovne znamke Zelene Doline,
- Gauda blagovne znamke Zelene Doline,
- Šmarski Rok blagovne znamke Zelene Doline.